# Przemysław Majewski
Przemysław Majewski (ur. 23 grudnia 1979 w Radomiu) – polski bokser wagi średniej.

## Kariera amatorska
Przemysław Majewski treningi bokserskie rozpoczął w 1999 roku. Cztery lata późnej wyjechał do Stanów Zjednoczonych, gdzie w latach 2004-2005 wygrywał turniej Golden Gloves w stanie Pensylwania.

## Kariera zawodowa
20 września 2006 roku Majewski zadebiutował na zawodowym ringu. W 2 rundzie pokonał przez techniczny nokaut Amerykanina Terry'ego Peackocka.
9 maja 2008 roku, w swoim ósmym pojedynku pokonał, po 4 rundach, jednogłośnie na punkty reprezentanta Dominikany Ariela Espinala, pomimo że w 2 rundzie zaliczył nokdaun.
24 kwietnia 2009 roku, wygrał przez TKO w 7 rundzie z Amerykaninem Jimmym Lubashem. Był to dziesiąty, wygrany pojedynek Majewskiego z rzędu.
6 lutego 2010 na gali w Newark, gdzie pojedynkiem wieczoru było starcie Adamka z Estradą, pokonał w 6-rundowej walce, jednogłośnie na punkty,  Amerykanina Anthony'ego Pietrantonio.
W sierpniu 2010 roku podpisał kontrakt z grupą promotorską Global Boxing Promotion.
16 października 2010 Majewski stoczył swój pierwszy pojedynek jako bokser Global Boxing Promotion. W 7 rundzie, przez techniczny nokaut pokonał Meksykanina Josepha Gomeza.
9 grudnia 2010 wystąpił w Prudential Center przed walką wieczoru pomiędzy Tomaszem Adamkiem, a Vinnym Maddalone'em. W 8 rundzie, przez techniczny nokaut pokonał Eddiego Caminero. Była to piętnasta walka i zarazem piętnaste zwycięstwo w zawodowej karierze Przemysława Majewskiego.
11 czerwca 2011 Przemysław Majewski pokonał jednogłośnie na punkty Marcusa Upshawa, po 10-rundowej walce. Stawką pojedynku był pas WBO NABO w kategorii średniej.
5 listopada 2011 Majewski stoczył pojedynek w obronie pasa WBO NABO oraz o wakujący pas NABF z Jose Miguelem Torresem. Polak w 6 rundzie przegrał przez nokaut, ponosząc swoją pierwszą porażkę w zawodowej karierze.
7 lipca 2012 Przemysław Majewski pokonał Chrisa Fitzprika, po tym gdy Amerykanin nie został dopuszczony do walki po 5 rundzie, ze względu na kontuzję łuku brwiowego. Stawką pojedynku był pas NABF.
25 stycznia 2014 Majewski przegrał z Curtisem Stevensem w Atlantic City przez techniczny nokaut już w pierwszej rundzie. Walka trwała zaledwie 46 sekund, bokser lądował na deskach trzy razy.